# ستنيسو ناغي
ستنيسو ناغي (بالبولندية: Stanisław Nagy)‏ هو كاهن كاثوليكي بولندي، ولد في 30 سبتمبر 1921 في Bieruń Stary ‏ في بولندا، وتوفي في 5 يونيو 2013 في كراكوف في بولندا.